# Кумурдо (Грузія)
Кумурдо (груз. კუმურდო) — село в Грузії.
За даними перепису населення 2014 року в селі проживає 1950 осіб.